# Municipio de Windsor (condado de Jefferson)
El municipio de Windsor (en inglés: Windsor Township) es un municipio ubicado en el condado de Jefferson en el estado estadounidense de Misuri. En el año 2010 tenía una población de 22 228 habitantes y una densidad poblacional de 520,49 personas por km².

## Geografía
El municipio de Windsor se encuentra ubicado en las coordenadas 38°24′3″N 90°24′5″O / 38.40083, -90.40139. Según la Oficina del Censo de los Estados Unidos, el municipio tiene una superficie total de 42.71 km², de la cual 40,45 km² corresponden a tierra firme y (5,29 %) 2,26 km² es agua.

## Demografía
Según el censo de 2010, había 22 228 personas residiendo en el municipio de Windsor. La densidad de población era de 520,49 hab./km². De los 22 228 habitantes, el municipio de Windsor estaba compuesto por el 96,79 % blancos, el 0,49 % eran afroamericanos, el 0,21 % eran amerindios, el 0,9 % eran asiáticos, el 0,47 % eran de otras razas y el 1,13 % eran de una mezcla de razas. Del total de la población el 1,79 % eran hispanos o latinos de cualquier raza.